# Festivalul Clătitelor
Festivalul clătitelor sau Fasching, după denumirea săsească, este sărbătoarea organizată în comuna Prejmer (germană Tartlau), județul Brașov, înainte de intrarea în Postul Paștelui, potrivit calendarului Bisericii Evanghelice. Este unul dintre evenimentele locale preferate ale tinerilor prejmereni care au avut inițiativa reînvierii, după 20 de ani, a obiceiului moștenit de la comunitatea sașilor, majoritară în localitate sute de ani.

## Istoric
Sărbătoarea se ținea de obicei înainte de Lăsata Secului. Festivalul are rădăcini adânci în lumea satului săsesc, reprezentând un bun prilej pentru ca întreaga comunitate să se reunească, să danseze și să se simtă bine. Ritualul simbolizeaza triumful luminii asupra întunericului, prevestirea soarelui primăverii și alungarea iernii. Mai mult, se pare că drumul caruței prin sat oglindește periplul numeroșilor sași dinspre landurile germane, către Transilvania.

## Descriere
Cu o seară înaintea Carnavalului, tinerii se întâlnesc pentru a-și confecționa măștile pentru a doua zi. Dimineața, cete de feciori mascați colindă satul călare. Personajele centrale sunt mirele și mireasa, preotul ș babele. Din alai mai fac parte acordeoniști, toboșari, trompetiști mascați. Împreună, cu toții marchează poveștile de viață, precum nunta ori înmormântarea, care au avut loc și pe durata îndelungatei calătorii. În nelipsita căruță cu sobă se pregătesc clătitele. Bunătățurile le oferă ulterior tinerii, localnicilor, în schimbul unor produse alimentare, vin sau bani pe care le folosesc la prepararea clătitelor servite la Balul Mascat din seara ce vine. În timpul periplului lor prin sat, tinerii obișnuiesc să fure în căruța cu coviltir câte o fată pe care părinții trebuie să o răscumpere.
Ziua se incheie cu parada măștilor și petrecerea Balului Mascat, care durează până în zori.

## Turism
Astăzi, pe lânga bucuria pe care o au localnicii, datorită faptului că tradiția și voia bună a sașilor încă mai încearcă să își facă simțită prezența la ei în comunitate, scopul festivalului este și acela, de a aduce turiști în zonă. Astfel, pentru regiune este un prilej bun de a-și pomova pensiunile turistice, mâncărurile tradiționale săsești sau alte elemente specifice zonei.

## Atracții turistice în regiune
- Cetatea Prejmer
- Rezervația naturală Valea Zimbrilor din Vama Buzăului
- Plimbări cu căruța și sănii trase de cai

## Organizatori
Primăria Comunei Prejmer, în parteneriat cu Centrul Județean pentru Promovarea și Conservarea Culturii Tradiționale Brașov, Agenția de Dezvoltare Durabilă a Județului Brașov, ANTREC România și Asociația pentru Dezvoltare Rurală Durabilă „Euro–Rural” Prejmer.

## Program general
Festivalul clătitelor cuprinde diferite activități interactive:
- Caravana clătitelor
- Seara de dansuri săsești
- Concurs gastronomic
- Expoziție de produse tradiționale cu vânzare
- Festival de satiră și umor
- Bal mascat